# René Goblet
René Goblet (26. září 1828 Aire-sur-la-Lys – 13. září 1905 Paříž) byl francouzský politik, premiér Francie v letech 1886 až 1887 (vládl pět měsíců a šest dní).

## Život
Původně byl advokátem. Koncem 60. let 19. století se začal angažovat v politice. Byl republikánského přesvědčení a rozhodným odpůrcem druhého císařství. V roce 1869 založil s Frédéricem Petitem a Julesem Lardièrem radikální republikánské noviny Le Progrès de la Somme. V roce 1870 byl vládou třetí republiky jmenován generálním prokurátorem v Amiens. V červenci 1871 se stal poslancem za Sommu. Připojil se k parlamentní levici. Během krize 16. května 1877 se rozhodně postavil proti konzervativcům.
V roce 1879 byl jmenován náměstkem ministra spravedlnosti ve Waddingtonově vládě, 3. ledna 1882 pak ministrem vnitra ve Freycinetově vládě. Připravil zákon, který dával obecním radám právo volit si svého starostu. V říjnu 1882 se rozešel s Republikánskou unií a vstoupil do frakce Radikální levice. Stal se jedním z vůdců radikálů ve sněmovně.
V roce 1885 se stal ministrem školství. Dvěma dekrety (25. července, 28. prosince) zahájil reformu vysokého školství. Za jeho vlády stát získal sbírky Guimetova muzea (1885) a na École pratique des hautes études (1886) byla vytvořena sekce náboženských věd. Po dlouhé a intenzivní parlamentní debatě přiměl Senát schválit zákon o sekularizaci učitelů základních a středních škol.
Od 11. prosince 1886 do 17. května 1887 stál v čele vlády a zároveň ministerstva vnitra, což byl vrchol jeho politické kariéry. Čelil tzv. Schnaebeleově incidentu, kdy dva němečtí pohraničníci zadrželi na francouzsko-německé hranici francouzského úředníka Schnaebela, jehož podezírali ze špionáže. Vážně poté hrozil válečný konflikt s Německem. Díky Gobletově uvážlivosti se válku podařilo odvrátit, byť ministr války Georges Boulanger žádal eskalaci, a Gobletova ústupnost se mu pak stala oblíbeným tématem kritiky, když začal koketovat s myšlenkou na autoritářskou vládu. Gobletova vláda padla, když se jí nepodařilo ve sněmovně prohlasovat návrh rozpočtu.
V letech 1888 až 1889 byl ministrem zahraničních věcí ve vládě Charlese Floqueta. V letech 1891 až 1893 řídil La Petite République, tiskový orgán radikální levice. Nástup boulangerismu vedl k radikalizaci jeho názorů. Navrhoval demokratizaci místní správy, daňovou reformu ve prospěch pracující třídy, lepší regulaci práce dětí a žen v průmyslu, respekt k právům odborů atd. V roce 1890 navrhl znárodnění bankovního a těžebního sektoru. Byl pro revizi ústavy, která by zajistila nadřazenost sněmovny nad Senátem. V 90. letech také pracoval na sblížení radikálů a socialistů. Roku 1901 patřil k zakladatelům Radikální strany (skupiny, které můžeme považovat za radikální, však existovaly již dříve).
Byl svobodným zednářem, členem Grand Orient de France.